# Limenitis cleophas
Limenitis cleophas är en fjärilsart som beskrevs av Charles Oberthür 1894. Limenitis cleophas ingår i släktet Limenitis och familjen praktfjärilar. Inga underarter finns listade i Catalogue of Life.